# Gabriel Malzaire
Gabriel Malzaire (Mon Repos, 4 ottobre 1957) è un arcivescovo cattolico santaluciano, dall'11 febbraio 2022 arcivescovo metropolita di Castries.

## Biografia
Gabriel Malzaire è nato a Mon Repos il 4 ottobre 1957.

### Formazione e ministero sacerdotale
Ha compiuto gli studi per il sacerdozio al seminario regionale di Trinidad e Tobago e poi a Chicago. Ha conseguito il dottorato in teologia sistematica alla Pontificia Università Gregoriana a Roma con una tesi sull'insegnamento di Papa Paolo VI sulla presenza di Cristo nell'Eucaristia.
Il 28 luglio 1985 è stato ordinato presbitero per l'arcidiocesi di Castries. È stato vicario parrocchiale, parroco e professore al seminario regionale di Port of Spain a Trinidad e Tobago.

### Ministero episcopale

Stemma da vescovo

Il 10 luglio 2002 papa Giovanni Paolo II lo ha nominato vescovo di Roseau. Ha ricevuto l'ordinazione episcopale il 4 ottobre successivo dall'arcivescovo metropolita di Castries Kelvin Edward Felix, co-consacranti l'arcivescovo metropolita di Porto di Spagna Edward Joseph Gilbert e quello di Kingston in Giamaica Edgerton Roland Clarke.
Dal 12 ottobre 2007 al 19 novembre 2011 è stato anche amministratore apostolico di Saint John's-Basseterre.
Nel marzo del 2008 e nell'aprile del 2018 ha compiuto la visita ad limina.
L'11 febbraio 2022 papa Francesco lo ha nominato arcivescovo metropolita di Castries; è succeduto a Robert Rivas, dimessosi per raggiunti limiti d'età. Il 24 aprile successivo ha preso possesso canonico dell'arcidiocesi.
In seno alla Conferenza episcopale delle Antille è presidente della commissione per la comunicazione. Dal 4 maggio 2017 al 28 aprile 2023 è stato presidente della stessa Conferenza episcopale.

## Opere
- The Identity and the Mission of the Church as Illumined by the Teaching of Paul VI on the Analogy Between the Presence of Christ in the Eucharist and the Poor and Suffering (tesi di dottorato), Roma, 2000.
- A Decade of Grace. Homilies, messages and teachings. Roseau 2012.

## Genealogia episcopale e successione apostolica
La genealogia episcopale è:
- Patriarca Youhanna Boutros Bawwab el-Safrawi
- Patriarca Jirjis Rizqallah
- Patriarca Stefano Douayhy
- Patriarca Yaaqoub Boutros Awwad
- Patriarca Semaan Boutros Awwad
- Patriarca Youssef Boutros Estephan
- Patriarca Youhanna Boutros Helou
- Patriarca Youssef Boutros Hobaish
- Patriarca Boulos Boutros Massaad
- Patriarca Elias Boutros Hoayek
- Patriarca Antoun Boutros Arida
- Cardinale Antoine Pierre Khoraiche
- Arcivescovo Paul Fouad Naïm Tabet
- Cardinale Kelvin Edward Felix
- Arcivescovo Gabriel Malzaire

La successione apostolica è:
- Vescovo Kendrick John Forbes (2024)